# Wyrąb Karwacki
Wyrąb Karwacki – wieś w Polsce położona w województwie mazowieckim, w powiecie przasnyskim, w gminie Przasnysz. Ma status sołęctwa.
Mieszkańcy wsi  należą do rzymskokatolickiej parafii św. Stanisława Biskupa w Świętym Miejscu lub do parafii Chrystusa Zbawiciela w Przasnyszu.
W latach 1975–1998 miejscowość administracyjnie należała do województwa ostrołęckiego.